# Carlos Lopes
Carlos Alberto de Sousa Lopes, GCIH (Vildemoinhos, 18 febbraio 1947), è un ex maratoneta e mezzofondista portoghese, vincitore della medaglia d'oro alle Olimpiadi di Los Angeles 1984.

## Biografia
Nato a Vildemoinhos, vicino a Viseu, Carlos Lopes lavorava come aiuto tagliapietre. Avrebbe voluto giocare a calcio ma il padre si oppose e dovette ripiegare sull'atletica. Nel 1967 entrò nello Sporting Clube de Portugal, dove rimase fino a fine carriera nel 1985.
Nel 1976 vinse il Mondiale di corsa campestre a Chepstow, in Galles. Ai Giochi olimpici, a Montréal, Lopes scandì il passo per 4 km e lo seguì solo il campione in carica Lasse Virén. Virén lo passò ad un giro dalla fine, mentre Lopes fu medaglia d'argento.
Nella difesa del titolo mondiale di cross, a Düsseldorf (1977), terminò secondo. A causa di numerosi infortuni fallì poi la qualificazione ai Giochi olimpici di Mosca 1980.
Tornò ad alti livelli nel 1982 a Oslo, quando batté il record europeo dei 10000 m con 27'24"39, che apparteneva al suo connazionale Fernando Mamede. L'anno successivo fu vicecampione mondiale di cross a Gateshead.
Lopes corse la sua prima maratona nel 1982 a New York, ma non terminò la corsa per un incidente che lo fece scontrare con uno spettatore. Nella maratona seguente (Rotterdam), l'anno successivo, terminò molto vicino al vincitore, l'australiano Rob de Castella, con il record europeo di 2h08'39". Lopes corse i 10000 m ai Mondiali 1983 ad Helsinki, dove terminò 6º. Si concentrò quindi sulla maratona.
Nel 1984 vinse nel New Jersey nuovamente il campionato mondiale di cross. A Stoccolma aiutò Fernando Mamede a vincere e stabilire il nuovo record mondiale dei 10000 m in 27'13"81. Soprattutto, a 37 anni, vinse la maratona alle Olimpiadi di Los Angeles. In quell'occasione vinse il primo oro olimpico per il Portogallo, stabilendo con 2h09'21" un record olimpico destinato a durare quasi 25 anni.
Il primo ministro portoghese Mário Soares lo ha insignito della Grã-Cruz da Ordem do Infante.
Nel 1985, anno del suo ritiro, vince a Lisbona il suo terzo mondiale di cross; inoltre giunge primo alla maratona di Rotterdam, con la nuova miglior prestazione mondiale: 2h07'12". Nella sua ultima apparizione, alla maratona di Tokyo, si ritira; poi un incidente segna la fine della sua carriera.

## Campionati nazionali
1970
- Oro ai campionati portoghesi, 10000 m piani - 30'26"6

1973
- Oro ai campionati portoghesi di corsa campestre - 36'30"

1976
- Oro ai campionati portoghesi di corsa campestre - 36'07"

1977
- Oro ai campionati portoghesi di corsa campestre - 35'41"

1978
- Argento ai campionati portoghesi, 10000 m piani - 28'21"0

1983
- Oro ai campionati portoghesi, 5000 m piani - 13'28"1
- Argento ai campionati portoghesi di corsa campestre - 33'35"

1984
- Oro ai campionati portoghesi di corsa campestre - 34'26"

## Altre competizioni internazionali
1971
- Bronzo alla Round the Houses ( San Paolo), 8,4 km - 23'56"

1972
- Argento alla São Silvestre de Luanda ( Luanda), 8,9 km - 26'18"

1973
- Bronzo alla Round the Houses ( San Paolo), 8,4 km - 23'50"

1974
- Argento al Cross de San Sebastián ( San Sebastián) - 31'03"

1975
- Argento alla Corrida de Houilles ( Houilles), 9 km - 25'07"
- Argento al Cross de San Sebastián ( San Sebastián) - 31'53"

1976
- Oro al Cross de San Sebastián ( San Sebastián) - 33'57"

1977
- Oro all'Almond Blossom Cross Country ( Albufeira)

1978
- 12º all'Almond Blossom Cross Country ( Albufeira) - 31'00"

1979
- Oro alla Parigi-Versailles ( Parigi), 16,5 km - 49'55"
- Oro alla San Silvestro Vallecana ( Madrid) - 29'20"
- 9º all'Almond Blossom Cross Country ( Albufeira) - 30'58"

1980
- Oro alla San Silvestro Vallecana ( Madrid) - 29'45"

1982
- Oro alla Corrida Internacional de São Silvestre ( San Paolo), 13,5 km - 39'42"
- Oro Volta à cidade do Funchal ( Funchal)
- Oro al Cross dell'Altopiano ( Clusone) - 30'26"
- Oro al Juan Muguerza Cross-Country Race ( Elgoibar)

1983
- Argento alla Maratona di Rotterdam ( Rotterdam) - 2h08'39"
- Oro alla Great North Run ( Newcastle upon Tyne) - 1h02'46"
- Argento al Challenge Aycaguer ( Lione), 10,8 km
- Oro Volta à cidade do Funchal ( Funchal)

1984
- Argento alla Maratona di Chicago ( Chicago) - 2h09'06"
- Oro alla Corrida Internacional de São Silvestre ( San Paolo), 12,6 km - 36'44"
- Oro alla El Paso Juarez Classic ( El Paso), 15 km - 43'20"
- Argento alla Governor's Cup ( Denver) - 29'10"

1985
- Oro alla Maratona di Rotterdam ( Rotterdam) - 2h07'12"
- Oro alla Crescent City Classic ( New Orleans) - 28'17"

1986
- 4º alla Egmond aan Zee Half Marathon ( Egmond aan Zee) - 1h08'30"